# Mamirolle (fromage)
Le mamirolle est un fromage franc-comtois au lait de vache pasteurisé. Il a été mis au point en 1935, et développé par l'École d'industrie laitière de Mamirolle (département français du Doubs). Ce fromage à pâte demi-ferme, pressée, non cuite et croûte lavée, est comparable à l'édam ou au saint-paulin. Il contient 22% de matière grasse (45 % sur extrait sec). Affiné 4 à 5 semaines sur planche de sapin, il présente une pâte  souple de couleur ivoire recouverte d’une croûte jaune-orangée. Ses arômes sont prononcés et son goût doux et fruité s’affirme avec l’âge. Fromage de plateau, le mamirolle peut être utilisé comme fromage à raclette. 
Une licence a été accordée pour l'appellation à Éco-Délices, fromagerie québécoise.  